# هفتغل
هفتغل أو هفتكل أو أحجار السبعة هي مدينة إيرانية تقع في القسم المركزي من مقاطعة هفتغل في محافظة خوزستان. حسب إحصاءات المركز الرسمي للإحصاءات الإيرانية في 2006 كان يسكن هفتغل 14,735 شخص. مدينة هفتغل هي المدينة الثانية بعد مسجد سليمان تم اكتشاف النفط فيها في الشرق الأوسط.

## أعلام
- عبد الله فيسي